# ルビー・ジョンソン
ルビー・ジョンソン（Ruby Jhohnson、1936年4月19日 - 1999年7月4日）は、アメリカ合衆国の女性ソウル・シンガー。ノースカロライナ州エリザベスシティ生まれ。

## 来歴
66年に「アイル・ラン・ユア・ハート・アウェイ」がR&Bチャートで31位のヒットとなり、イギリスのコレクター、デイヴ・ゴディンに注目された。1960年代にスタックス・レコードで録音をおこなった。70年代前半まで活動した。1999年にメリーランド州で死去している。享年63歳。

## ディスコグラフィ

### シングル（アメリカでの発表）
- 1960 "Callin' All Boys" / "Pleadin' Heart" - V-TONE 222
- 1961 "I Received Your Message" / "Stop Wasting Your Tears" - Pledge 108
- c.1962  "Let Me Apologise" / "Don't Start Nothing" - NEBS 101
- c.1962  "Here I Go Again" / "Jerk Shout" - NEBS 501
- c.1963 "Worried Mind" / "I'm Hooked" - NEBS 502
- c.1963 "What Goes Up Must Come Down" / "I Want A Real Man" - NEBS 503
- c.1964 "Reach Out and Touch Me" / "Come Back To Me" - NEBS 508
- c.1964 "I've Been Hurt (So Many Times) / "Through Dealing" - NEBS 509
- c.1965 "Why You Want To Leave Me"